# Ilia Ivanovitch Alekseïev
Pour les articles homonymes, voir Alekseïev.
Ilia Ivanovitch Alekseïev (en russe : Илья Иванович Алексеев), né le 18 juillet 1772 et décédé le 3 octobre 1830, est l'un des commandants de l'Armée impériale de Russie pendant les guerres napoléoniennes.

## Biographie
Issu de la noblesse de la province de Moscou, Ilia Ivanovitch Alekseïev commença sa carrière militaire au régiment Préobrajensky. En octobre 1789, il prit part en tant que sergent à la guerre russo-suédoise de 1788-1790, au cours de laquelle il fut blessé à deux reprises. Au terme de cette guerre, il fut transféré dans un régiment de gardes à cheval. Pendant la guerre russo-turque de 1787-1792, il participa à la prise d'Izmaïl (24 décembre 1790). Après quatre années de service au grade de capitaine, il fut incorporé au 1er régiment de hussards-Soumskoï opérant en Pologne et fut élevé en 1796 au grade de major, inspecteur de cavalerie puis aide de camp du gouverneur militaire de Moscou.
Le 9 août 1799, Ilia Alekseïev fut élevé au grade de colonel et, peu après, il occupa les fonctions de chef de la police de Moscou. Après la transformation des escadrons de police de Moscou en 14e régiment de Hussards de Mitau, il en fut nommé le commandant en chef et prit part aux différentes batailles sur le sol prussien. Il fit preuve de grande bravoure aux batailles d'Eylau, de Guttstadt, de Heilsberg et de Friedland. En récompense de son courage au combat, le 24 mai 1809, il fut promu major-général.
Dans la guerre russo-suédoise de 1808-1809, le major-général commanda un détachement d'avant-garde et il fut décoré en 1809 pour ses exploits sur les champs de bataille. Il reçut l'ordre de Sainte-Anne (1re classe - avec épée d'or et l'inscription « Pour bravoure »), et l'ordre de Saint-Georges (3e classe).
Pendant la guerre patriotique de 1812, il prit part à la première bataille de Polotsk, le 31 octobre 1812 et combattit à la Bataille de Czaśniki, ainsi qu'à la Bataille de Smoliani.
Le major-général Alekseïev fut grièvement blessé à la jambe pendant la Campagne d'Allemagne, à la bataille de Lützen. Après sa guérison, en août 1814, il fut nommé commandant en chef de la 3e division de dragons et le 30 août 1815, il se distingua au siège de Metz, et fut promu lieutenant-général, en récompense de la bravoure dont il fit preuve au combat.

## Décès et inhumation
Le lieutenant-général Ilia Ivanovitch Alekseïev décéda le 3 octobre 1830 et fut inhumé au cimetière du monastère Simonov à Moscou.

## Distinctions
- 1809 : Ordre de Sainte-Anne (1re classe) - avec épée d'or et l'inscription « Pour bravoure » ;
- 1809 : Ordre de Saint-Georges (3e classe).

### Source
- Dictionnaires des généraux russes, les personnalités ayant combattu contre les armées de Napoléon Bonaparte, 1812, 1815. www.museum.ru